# Ludwigsruhe

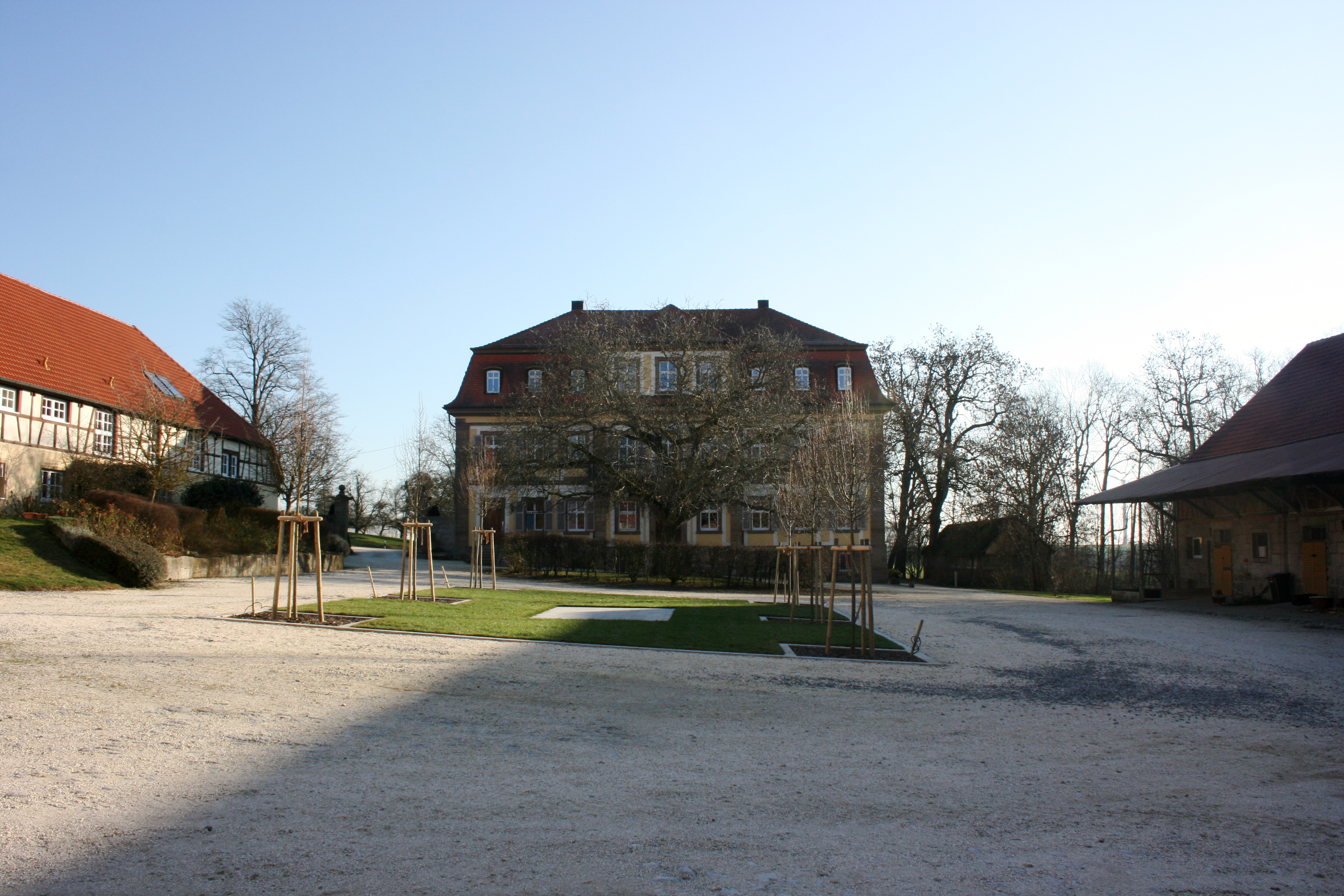
Schloss Ludwigsruhe

Ludwigsruhe ist ein Gutshof in Hohenlohe und ein Ortsteil der Stadt Langenburg im Landkreis Schwäbisch Hall in Baden-Württemberg. Bis zum 11. August 1761 hieß der Ort Lindenbronn, danach wurde er nach dem Erbauer des Lustschlosses, Ludwig, Graf zu Hohenlohe-Langenburg umbenannt.

## Geschichte

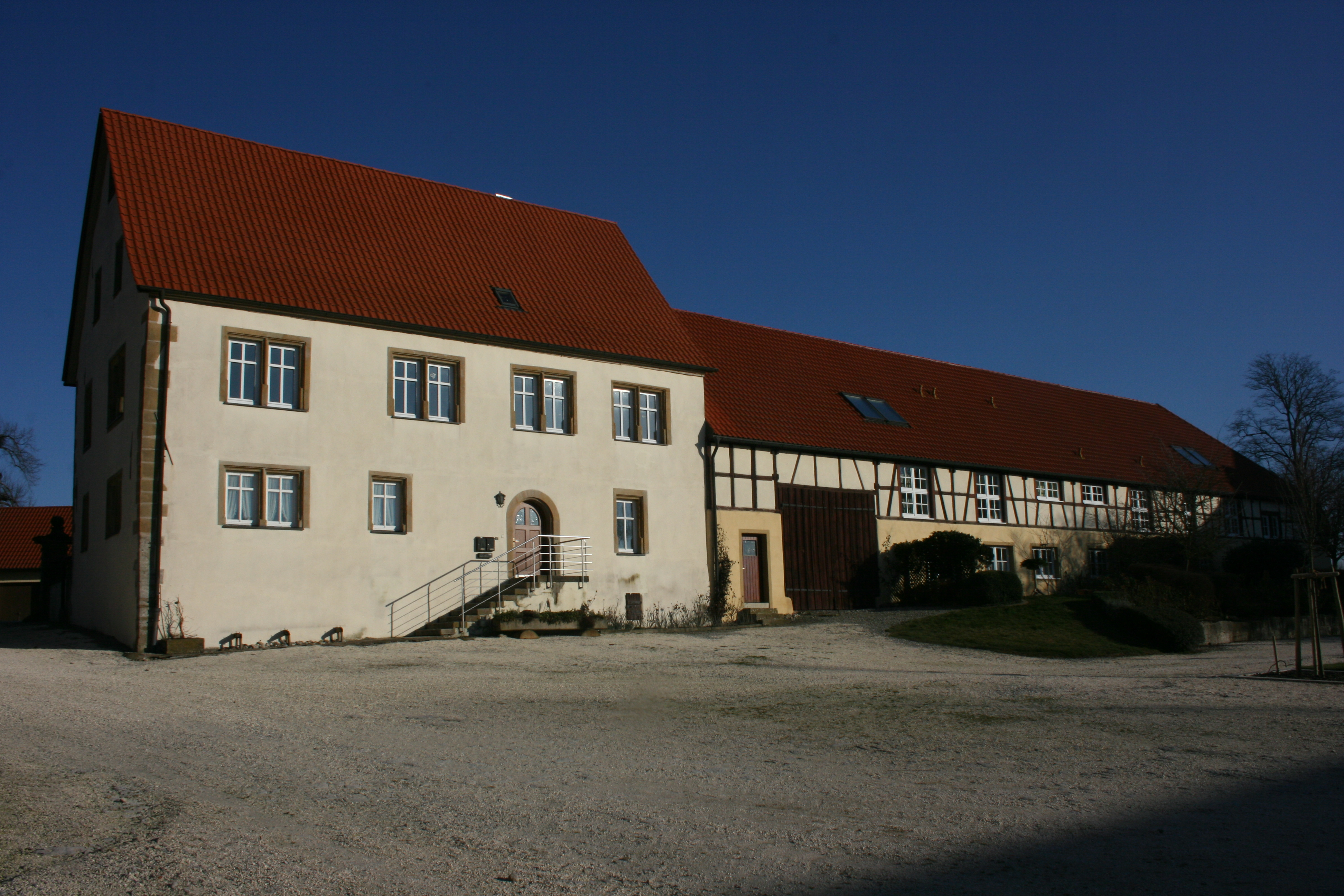
Hofgebäude

Das Gelände des im 14. Jahrhundert abgegangenen Weilers Lindenbronn gelangte im Jahre 1556 an das Haus Hohenlohe-Langenburg. In den Folgejahren ließen diese einen 28 Hektar großen Jagdpark anlegen, der 1750 zudem mit einer Mauer umgeben wurde.
Graf Ludwig zu Hohenlohe-Langenburg, ließ ab 1736 unmittelbar am Jagdpark eine Sommerresidenz nach Plänen von Leopoldo Retti errichten. Rettis ursprünglicher Entwurf orientierte sich an den Bauformen der Pariser Stadtarchitektur am Anfang des 18. Jahrhunderts und wurde nur vereinfacht umgesetzt. Es entstand ein zweistöckiges, verputztes Jagdschloss mit einem wenig hervortretenden Mittelrisaliten und einem Mansardwalmdach. Innen ist das Schloss mit wenigen Wirtschaftsräumen, einem Garten- und Speisesaal im Erdgeschoss, einem größeren Saal im Obergeschoss und drei Wohnappartements ausgestattet. Dies entspricht ganz dem Typus des ebenfalls in Frankreich erdachten maison de plaisance. In Ludwigsruhe mischen sich in den Fassaden Elemente der Ansbacher Hofarchitektur, Ludwigsburger Rahmengliederungen und in der Herkunft nicht erklärbare geohrte Fensterrahmen. Im Jahr 1743 wurde der Bau abgeschlossen und der gesamte Ort nach dem Erbauer in Ludwigsruhe umbenannt. Während oder kurz nach der Fertigstellung des Schlosses wurde im Park ein sternförmiges Wegnetz angelegt, welches auf ein Denkmal für den verstorbenen Fürsten Christian Albrecht von Hohenlohe-Langenburg, den Sohn Ludwigs, zuführt. Im 19. Jahrhundert gehörte eine Schweizerei (= Molkerei) zu dem Gut.
Seit 1980 sind Gut und Schloss Ludwigsruhe in Privatbesitz und können für Veranstaltungen gemietet werden.

## Naturdenkmäler
- Eiche am Rand des Schlossparkes mit einem Brusthöhenumfang von 7,25 m (2014).[7]